# عبد الله بك بيناري
شخصية كردية معروفة عاش في نهاية القرن التاسع عشر وبداية قرن العشرين. وهو سليل اميرخان برادوست الشهير من الامراء الكرد الذين استبسلوا في موقعة قلعة دمدم ضد الغزو الإيراني العجمي سنة 1609وانتهت بسيطرة الشاه عباس الصفوي على موطن عشيرته القديمة .
كان عبد الله بك يقيم في قلعة بينار (بنار) الحدودية وهي قلعة شهدت معارك عدة بين امراء برادوست وجيش شاهات العجم واتباعهم من قبيلة الافشار . ويزخر فولكلور المناطق المجاورة لبرادوست بالحكايات المروية شفاها على شكل اغاني عن بطولات (عه‌وڵا به‌گی بێناری -Ewlabegi Benari) وبسالته.
عبد الله بك هو آخر امراء امارة برادوست الذين ورد ذكرهم في كتاب الشرفنامة 1597. كانت مناطق نفوذه تمتد من (دول ديزج)جنوب مدينة اورميه بقراها السبعة ومركزها شيتاناوا إلى مركور وقلعة بينار الحصينة. وكان الشاه القاجاري يستميله فترة ويحاربه فترة أخرى. حتى نفي إلى زنجان وصدر حكم باعدامه لمساندته حركة سمكو شكاك 1914-1922. ولكن الشاه عفا عنه. بعد دخول الروس في حرب مع العثمانيين وتقدمهم نحو بلدة رواندوز. شارك مع محمود بيك برادوست وقوات مكونة محلية من العشائر الهركي والزرزارى بالتعاون مع قوات الدولة العثمانية بالتصدي للقوات الروسية التابعة للقيصر الروسي والتي هاجمت رواندز عام 1916.
بعدانحسار ثورة سمكو في إيران عام 1922، التجأ عبد الله بيك إلى منطقة سيدكان داخل العراق (وكانت قد دخلت توا تحت سيطرة الإنكليز) زار بغداد مرة واحدة وتوفي (على الارجح) في بداية الاربعينيات ودفن في بلدة سيدكان.